# Valencia CF Mestalla
A Valencia CF Mestalla, teljes nevén Valencia Club de Fútbol Mestalla egy spanyol labdarúgócsapat. A klubot 1944-ben alapították, a 2011-12-es szezont a harmadosztályban kezdhették.

## Jelenlegi keret
2021. január 28-i állapotnak megfelelően.
| #  |     | Poszt | Név                                                 |
| -- | --- | ----- | --------------------------------------------------- |
| 1  | ESP | K     | Unai Etxebarria                                     |
| 2  | ESP | V     | Xavi Estacio                                        |
| 3  | ESP | V     | Jesús Vázquez                                       |
| 4  | ESP | V     | Eduardo Mingotes (kölcsönben a Zaragoza csapatától) |
| 5  | ESP | V     | Guillem Molina                                      |
| 6  | ESP | KP    | Adri Gómez                                          |
| 7  | ESP | KP    | Carlos González                                     |
| 8  | ESP | KP    | Carlos Pérez                                        |
| 9  | ESP | CS    | Fran Navarro                                        |
| 10 | ESP | KP    | Vicente Esquerdo                                    |
| 12 | ESP | V     | Marc Ferris ()                                      |
| 13 | ESP | K     | Emilio Bernad                                       |
| 14 | CMR | CS    | Stephane Emaná                                      |
| 15 | ESP | V     | José David Menargues                                |
| 16 | ARG | V     | Kevin Sibille                                       |
| 17 | FRA | CS    | Noha Ndombasi                                       |
| 18 | ARG | KP    | Facundo García (kölcsönben a Leganés csapatától)    |

| #  |     | Poszt | Név                                             |
| -- | --- | ----- | ----------------------------------------------- |
| 19 | FRA | KP    | Koba Koindredi                                  |
| 20 | ESP | CS    | Pablo Gozalbez                                  |
| 21 | ESP | KP    | Nacho Muñoz                                     |
| 22 | ESP | V     | David Ruiz                                      |
| 26 | ESP | V     | Iván Muñoz                                      |
| 27 | ESP | CS    | Fran Pérez                                      |
| 28 | ESP | KP    | Pedro Alemañ                                    |
| 29 | ESP | KP    | Hugo González                                   |
| 30 | USA | KP    | Yunus Musah                                     |
| 31 | ESP | K     | Charly                                          |
| 32 | ESP | KP    | Carles Aliberch                                 |
| 33 | URU | V     | Facu González                                   |
| 40 | ESP | V     | César Tárrega                                   |
|    | FRA | CS    | Fadiga Ouattara (kölcsönben a Lille csapatától) |
|    | BRA | CS    | William (kölcsönben a Leganés csapatától)       |

## Statisztika
| Szezon  | Osztály    | Poz. | Copa del Rey |
| ------- | ---------- | ---- | ------------ |
| 1944/45 | Regionális | —    |              |
| 1945/46 | Regionális | —    |              |
| 1946/47 | 3ª         | 2.   |              |
| 1947/48 | 2ª         | 8.   |              |
| 1948/49 | 2ª         | 12.  |              |
| 1949/50 | 2ª         | 6.   |              |
| 1950/51 | 2ª         | 8.   |              |
| 1951/52 | 2ª         | 2.   |              |
| 1952/53 | 2ª         | 6.   |              |
| 1953/54 | 2ª         | 15.  |              |
| 1954/55 | 3ª         | 2.   |              |
| 1955/56 | 2ª         | 6.   |              |
| 1956/57 | 2ª         | 17.  |              |
| 1957/58 | 3ª         | 1.   |              |
| 1958/59 | 3ª         | 2.   |              |
| 1959/60 | 2ª         | 11.  |              |
| 1960/61 | 2ª         | 10.  |              |

| Szezon  | Osztály    | Poz. | Copa del Rey |
| ------- | ---------- | ---- | ------------ |
| 1961/62 | 2ª         | 12.  |              |
| 1962/63 | 2ª         | 9.   |              |
| 1963/64 | 2ª         | 4.   |              |
| 1964/65 | 2ª         | 8.   |              |
| 1965/66 | 2ª         | 6.   |              |
| 1966/67 | 2ª         | 9.   |              |
| 1967/68 | 2ª         | 8.   |              |
| 1968/69 | 2ª         | 17.  |              |
| 1969/70 | 3ª         | 2.   |              |
| 1970/71 | 3ª         | 1.   |              |
| 1971/72 | 2ª         | 13.  |              |
| 1972/73 | 2ª         | 20.  |              |
| 1973/74 | 3ª         | 2.   |              |
| 1974/75 | 3ª         | 5.   |              |
| 1975/76 | 3ª         | 18.  |              |
| 1976/77 | Regionális | —    |              |
| 1977/78 | 3ª         | 6.   |              |

| Szezon  | Osztály | Poz. | Copa del Rey |
| ------- | ------- | ---- | ------------ |
| 1978/79 | 3ª      | 10.  |              |
| 1979/80 | 3ª      | 5.   |              |
| 1980/81 | 3ª      | 8.   |              |
| 1981/82 | 3ª      | 3.   |              |
| 1982/83 | 3ª      | 1.   |              |
| 1983/84 | 3ª      | 3.   |              |
| 1984/85 | 3ª      | 1.   |              |
| 1985/86 | 3ª      | 5.   |              |
| 1986/87 | 3ª      | 5.   |              |
| 1987/88 | 2ªB     | 16.  |              |
| 1988/89 | 3ª      | 3.   |              |
| 1989/90 | 3ª      | 2.   |              |
| 1990/91 | 3ª      | 4.   |              |
| 1991/92 | 3ª      | 1.   |              |
| 1992/93 | 2ªB     | 12.  |              |
| 1993/94 | 2ªB     | 13.  |              |
| 1994/95 | 2ªB     | 3.   |              |

| Szezon  | Osztály | Poz. | Copa del Rey |
| ------- | ------- | ---- | ------------ |
| 1995/96 | 2ªB     | 4.   |              |
| 1996/97 | 2ªB     | 14.  |              |
| 1997/98 | 2ªB     | 14.  |              |
| 1998/99 | 2ªB     | 10.  |              |
| 1999/00 | 2ªB     | 17.  |              |
| 2000/01 | 3ª      | 2.   |              |
| 2001/02 | 2ªB     | 2.   |              |
| 2002/03 | 2ªB     | 6.   |              |
| 2003/04 | 2ªB     | 17.  |              |
| 2004/05 | 3ª      | 1.   |              |
| 2005/06 | 3ª      | 2.   |              |
| 2006/07 | 2ªB     | 16.  |              |
| 2007/08 | 3ª      | 2.   |              |
| 2008/09 | 2ªB     | 12.  |              |
| 2009/10 | 2ªB     | 18.  |              |
| 2010/11 | 3ª      | 1.   |              |
| 2011/12 | 2ªB     | 13.  |              |

| Szezon  | Osztály | Poz. | Copa del Rey |
| ------- | ------- | ---- | ------------ |
| 2012/13 | 2ªB     | 16.  |              |
| 2013/14 | 2ªB     | 16.  |              |
| 2014/15 | 2ªB     | 14.  |              |
| 2015/16 | 2ªB     | 8.   |              |
| 2016/17 | 2ªB     | 3.   |              |
| 2017–18 | 2ªB     | 11.  |              |
| 2018–19 | 2ªB     | 13.  |              |
| 2019–20 | 2ªB     | 16.  |              |
| 2020–21 | 2ªB     |      |              |

## Külső hivatkozások
- Hivatalos weboldal
- Futbolme (spanyolul)